# Крейсери типу «Хай-Ці»

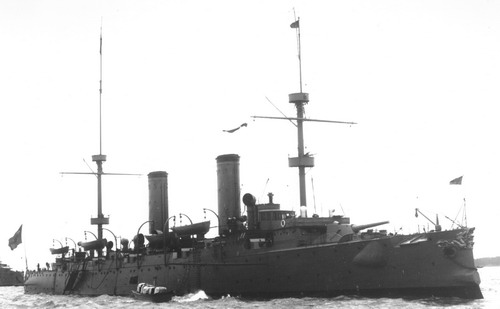
Крейсер «Хай-Ці»

Крейсери типу «Хай-Ці» (китайською: 海圻級; піньїнь: Hǎi Qí jí; буквальне значення «тип „Морські кордони“»). Складався з двох бронепалубних крейсерів, побудованих для династії Цін у 1899—1899. Кораблі були замовлені незабаром після завершення Японсько-цінської війни у Великій Британії для поповнення Беянського флоту, який зазнав катастрофічних втрат. Крейсери типу «Хай-Ці» залишалися одними з найбільших типів кораблів Китаю аж до періоду Холодної війни. Крейсер «Хай-Ці» служив Військово-морським силам Китайської Республіки впродовж Війни на захист республіки, Першої світової війни, Другої чжилійсько-фентянської війни та Північного походу.

## Конструкція
Конструкція кораблів засновувалася на конструкції побудованого для Аргентини ARA Buenos Aires (1896), побудованого за рік до того. На них також встановлювалися носова та кормова 8 дюймова (203 мм.) гармати, втім на відміну від аргентинського корабля, який ніс суміш 152 мм (шестидюймових гармат) та 120 мм гармат, гармати середнього калібру китайських кораблів були уніфіковані — 120 мм.

## Кораблі
| Ім'я      | Будівник          | Закладений          | Спущений на воду    | Завершено           | Доля                                                                                               |
| --------- | ----------------- | ------------------- | ------------------- | ------------------- | -------------------------------------------------------------------------------------------------- |
| «Хай-Ці»  | Армстронг Вітворт | 11 листопада 1896 р | 24 січня 1898 року  | 10 травня 1899 року | Затоплений поблизу Цзяніня на Янзци 11 серпня 1937 року для створення перешкод японському наступу. |
| «Хай-Тян» | Армстронг Вітворт | 16 лютого 1897 року | 25 листопада 1897 р | 28 березня 1899 р   | Затонув 25 квітня 1904 року після того, як налетів на скелю у затоці Ханчжоу.                      |